# Igreja Matriz de Santa Maria da Visitação de Castro Laboreiro
Die mittelalterliche Kirche Igreja Matriz de Santa Maria da Visitação de Castro Laboreiro, kurz: Igreja de Santa Maria da Visitação (Mariä Heimsuchung) oder Igreja Matriz de Castro Laboreiro, liegt in der Kleinstadt (portugiesisch Vila) Castro Laboreiro in der Gemeinde  (portugiesisch Freguesia) União das Freguesias de Castro Laboreiro e Lamas de Mouro etwa 12 km südöstlich der Kreisstadt (portugiesisch Concelho) Melgaço und knapp 22 km südwestlich des galicischen Klosters von Celanova (spanisch Mosteiro de São Salvador de Celanova), im Distrikt Viana do Castelo, im Norden Portugals.

## Geschichte

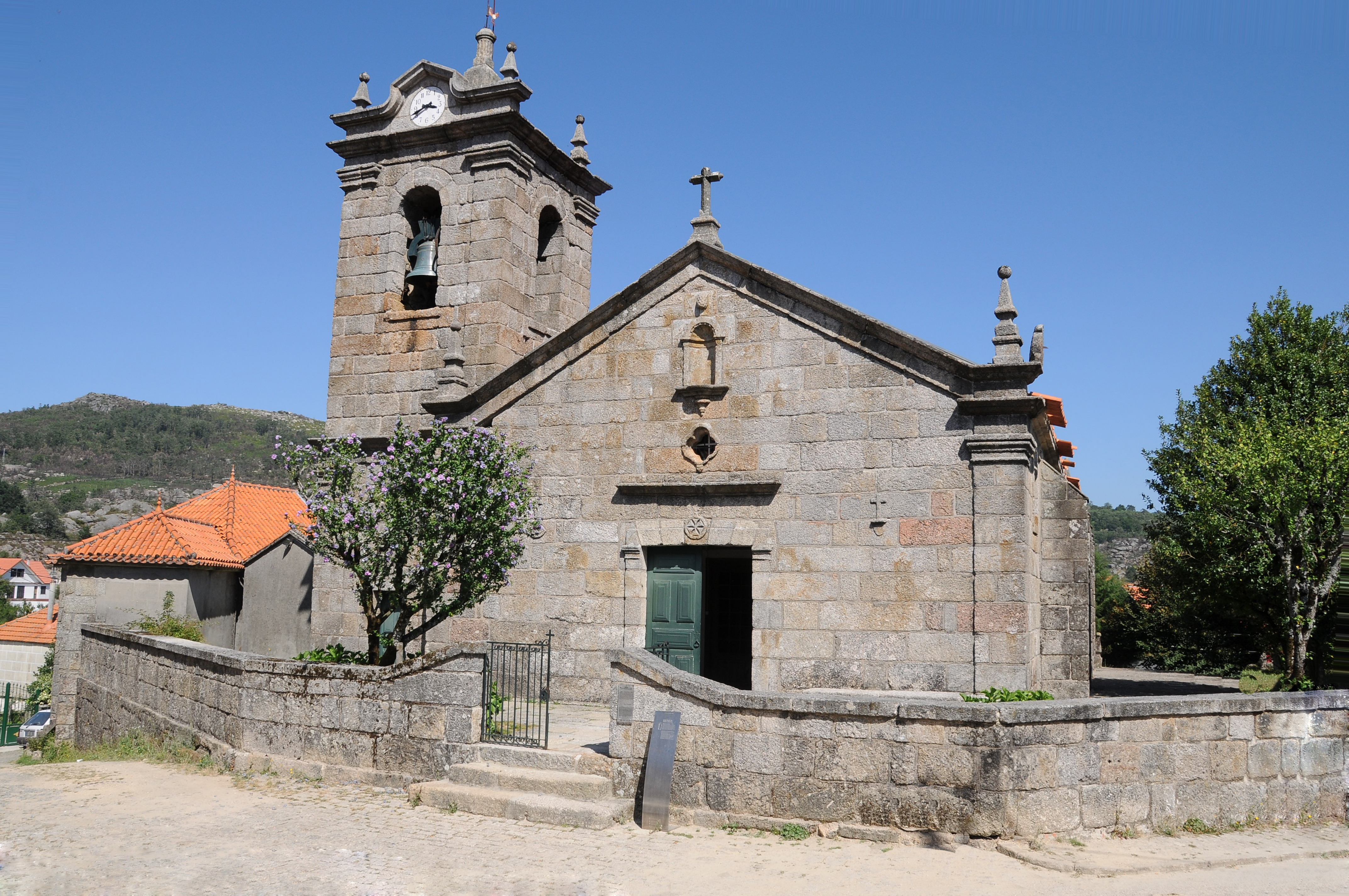
Santa Maria da Visitação, Westportal

Bereits im 9. Jahrhundert wird die Region um Laboreiro (portugiesisch Montes de Laboreiro) in einer Schenkung Alfons III. (portugiesisch Afonso III das Astúrias) erwähnt, doch wurden Stadt und Kirche der Legende nach erst im 10. Jahrhundert von Rosendo de Celanova gegründet.

Konkret genannt wird die Kirche erstmals im Jahre 1241, in dem das Kloster von Celanova den Besitz der Kirche an Sancho II. (portugiesisch Sancho II o Capelo) überträgt. 1319 wird die Kirche der Kommende des Christusordens von Bragança anvertraut. 1483 fällt die Kirche wieder an die Krone, um im 16. Jahrhundert erneut dem Christusorden übereignet zu werden.

1641 fiel die Kirche einem Brand zum Opfer, wurde aber umgehend wiederaufgebaut. Ab 1775 wurde die Kirche weitgehend renoviert und umgestaltet und erhielt ihr heutiges, barockes Erscheinungsbild.

Seit 1977 gehört die Kirche zur Diözese von Viana do Castelo und seit 1993 ist das Gebäude als Imóvel de Interesse Público eingetragen und geschützt.

## Kirche

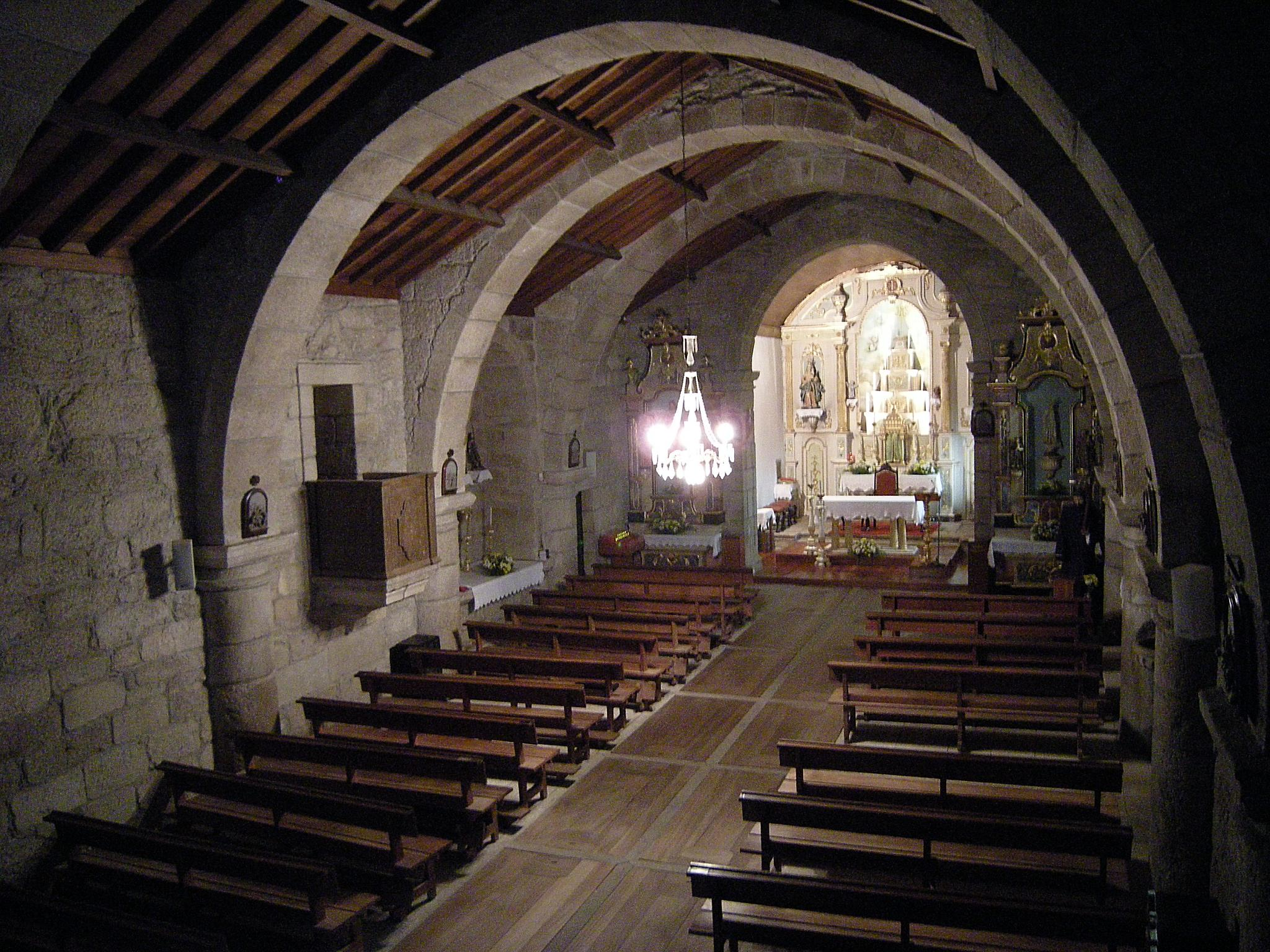
Santa Maria da Visitação, Langschiff und Chor

Die schlichte, einschiffige Saalkirche aus Granit ist annähernd West-Ost ausgerichtet und zeigt einen rechteckigen Grundriss. Im Osten schließt sich ein schmalerer, kurzrechteckiger Chor an, der durch einen Triumphbogen vom Kirchenschiff getrennt ist. Vom Chor ist die nördlich gelegene, quadratische Sakristei zugänglich.

Das Kirchenschiff ist durch fünf Rundbögen in sechs Joche gegliedert. Die Bögen ruhen auf runden Pfeilern mit quadratischen, profilierten Kapitellen. Strebepfeiler an der Außenseite der Kirche nehmen zusätzlich den Druck der Gewölbe auf. Die Rundbögen tragen das zum Kirchenraum hin offene ziegelgedeckte Satteldach, das sich mit gleichbleibender Firsthöhe über Langschiff und Chor erstreckt.

Das rechteckige Westportal wird durch zwei Lisenen flankiert und mit einem scheitrechten Bogen nach oben abgeschlossen. Ein einfacher Fries trennt das Portal von einem darüberliegenden Vierpass. In den Giebel ist eine Nische eingelassen, die von zwei Lisenen flankiert wird, die einen kleinen Rundbogen tragen.

Mit Kapitellen versehene Lisenen betonen die Ecken des Kirchenschiffs. Ihre Wirkung wird durch die mit Kugeln abgeschlossenen, pyramidenförmigen Aufsätze zusätzlich verstärkt.

Ein weiteres Portal liegt in der Mitte der Südfassade. Ausgeleuchtet wird der Innenraum durch insgesamt 7 kurzrechteckige Fenster, 3 in der Südfassade des Kirchenschiffs, zwei in der Nordseite und 2 weitere in der Südwand des Chors.

An der Nordseite der Kirche, leicht hinter die Flucht des Westportals eingerückt, erhebt sich der zweigeschossige Kirchturm aus dem 18. Jahrhundert. Eine rechteckige Tür im Westen ermöglicht den Zugang zum Turm; die Glockenstube im Obergeschoss ist durch langrechteckige Fenster mit Rundbögen geöffnet. Die Turmecken sind ebenfalls durch Lisenen betont.

Von der Innenausstattung ist besonders das romanische Taufbecken aus Granit zu erwähnen. Das mit stilisierten Blüten verzierte Becken ruht auf einem zylindrischen Fuß und dürfte wohl zur ursprünglichen Ausstattung der Kirche gehört haben.